# Лимуновац
Лимуновац (лат. Gonepteryx rhamni) врста је лептира из породице белаца (лат. Pieridae).

## Опис врсте
Ово је јак, велики лептир лимун-црвене боје до беличастозелене боје код женки. Прелеће велике раздаљине па се среће у свим стаништима, али је најчешћи по рубовима шума где налази биљку хранитељку. Код нас се не може помешати ни са једним другим лептиром. Један је од првих пролећних лептира, пошто одрасли презимљавају на неком скровитом месту.
- Gonepteryx rhamni ♂
- Gonepteryx rhamni ♂  △
- Gonepteryx rhamni ♀
- Gonepteryx rhamni ♀ △

Гусенице лимуновца срећу се од маја до јула и једне су од најтежих за уочити приликом инспекције биљке хранитељке. Преферирају ниже, изоловане биљке. У ранијим стадијумима интегумент је светлозелен и провидан, без специфичности. Зреле гусенице имају благо каудално сужење, а боја интегумента одговара боји листа биљке хранитељке. Прекривене су минутним сетама и имају орошен изглед карактеричан за гусенице из породице белаца. Тело је на дорзум и вентрум подељено белом латералном линијом, која је позиционирана субспиракуларно. Сами спиракулуми нису истакнути. Бела латерална линија доприноси камуфлажи, како се уклапа у лисну нерватуру. Лутка је зелене боје, причврћена свиленом нити и понекад благо маркирана.

## Распрострањење и станиште
Насељава целу Европу, а среће се углавном појединачно током целе године. Станишта су најчешће шумска, али се адулт виђа и на отвореним стаништима.. Може се развијати у у субурбаним подручјима попут башти на ободима градовима. У брдско-планинским пределима присутан је само на надморским висинама до 1300 метара.

## Биљке хранитељке
Основна биљка хранитељка је пасдрен (Rhamnus cathartica).